# Saybia
Saybia es una banda de rock Danesa formada en Nyborg en 1993.

## Historia
De 1998 a 2000 lanzaron tres EPs los que vendían en privado antes de firmar por EMI en la primavera de 2001, tras lo cual viajaron a Suecia y comenzaron a trabajar en su álbum debut "The Second You Sleep". Al término de su grabación, el año 2002 la banda realizó giras por Europa recorriendo Escandinavia y la mayor parte de Europa del Norte hasta septiembre de 2003. La banda no tiene nada que envidiarle a Travis, ColdPlay o Keane, y es que Saybia hace honor a sus tierras de origen entregando un trabajo que cala hasta los huesos: con canciones cargadas de melodía y melancolía, no aptas para escuchar en soledad. Luego de algunos problemas en la banda, durante el mismo año 2003, los cinco miembros decidieron comprar una vieja casa en una isla sueca, la restauraron y convirtieron en su estudio de grabación. Pasaron meses en esta isla escribiendo y grabando un montón de canciones para These Are the Days, que fue lanzado en 2004. 
En 2007 lanzó su nuevo álbum de estudio "Eyes On The Highway", cuyo primer sencillo es "Angel".

## Miembros
- Søren Huss - nacido el 6 de septiembre de 1975 - Voz y guitarra acústica.
- Jeppe Langebek Knudsen - nacido el 17 de agosto de 1976 - Bajo.
- Palle Sørensen - nacido el 8 de septiembre de 1979 - Batería.
- Sebastian Sandstrom - nacido el 30 de junio de 1978 - Guitarra.
- Jess Jensen - nacida el 8 de marzo de 1977 - Teclado.

### Apariciones en TV
Veronica Mars - "Brilliant Sky" fue incluida en el capítulo 11 - "El silencio de los corderos".

### Premios
En 2004 Saybia ganó el premio EBBA. Cada año los premios European Border Breakers (EBBA) reconocen el éxito de diez artistas emergentes o grupos que alcanzaron audiencias fuera de sus propios países con su primer álbum lanzado internacionalmente en el último año.

## Discografía

### EP
- 1998 - Dawn Of A New Life
- 2000 - Chapter 3
- 2001 - Saybia EP
- 2003 - The Live EP

### Álbumes en estudio
- 2002 - The Second You Sleep
- 2004 - These Are The Days
- 2007 - Eyes On The Highway
- 2015 - No Sound from the Outside

### Sencillos
- 2002 - The Day After Tomorrow
- 2002 - Fool's Corner
- 2002 - In Spite Of
- 2002 - 7 Demons
- 2004 - Brilliant Sky
- 2004 - I Surrender
- 2004 - Bend The Rules
- 2005 - Guardian Angel
- 2007 - Angel
- 2007 - On Her Behalf
- 2008 - Eyes On The Highway

### Videos
- 2002 - In Spite Of
- 2002 - The Day Of Tomorrow
- 2004 - Brillant Sky
- 2004 - The Second You Sleep
- 2004 - I Surrender
- 2007 - Angel

- Datos: Q640915
- Multimedia: Saybia / Q640915